# Ацидулянт
Ацидуля́нт (рос. ацидулянт, англ. acidulant) — харчова добавка, яка додається до їжі або напою для зниження рН, аби надати кислого чи терпкого присмаку. Прикладом є фосфатна кислота Н3PO4, що додається до напоїв кола.